# Otto Ewel

Porträt einer jungen Frau im Sessel (1938); Pastell auf Papier

Otto Ewel (* 21. Februar 1871 in Trutenau, Samland; † 5. November 1954 in Pillnitz bei Dresden) war ein deutscher Maler.

## Leben
Am 21. Februar 1871 in bäuerliche Verhältnisse geboren, war Otto Ewel bereits früh künstlerisch tätig. Allerdings brachte ihm erst eine Tuberkulose-Erkrankung das familiäre Einverständnis zur Kunst ein, da er für die landwirtschaftliche Arbeit körperlich nicht mehr in der Lage war. Durch die Unterstützung eines Onkels konnte Ewel ab 1887 an der Kunstakademie Königsberg lernen, unter anderem beim Kupferstecher Rudolf Mauer und beim Maler Georg Knorr. Nach einer Fotografenausbildung in Elbing arbeitete er in Ateliers in Berlin, München, Genf und Leipzig, 1897 durch eine Italienreise unterbrochen.
Er setzte 1901 sein Studium an der Kunstakademie Königsberg bei Ludwig Dettmann, Heinrich Wolff und Olaf Jernburg (1855–1935) fort und wechselte im darauffolgenden Jahr an die Kunstakademie Dresden, wo er bei Otto Gussmann Malerei studierte.
Sein erster Erfolg war 1906 ein Bildteppich („Die Auffindung des Moses“), der mit der Goldenen Medaille Dresden ausgezeichnet und von der Stadt Königsberg gekauft wurde. Er siedelte wieder nach Königsberg über und eröffnete 1908 die Königsberger kunstgewerbliche Lehrwerkstätte Otto Ewel. 1915 malte er die großartigen Fresken in der Kuppel des Krematoriums von Rothenstein.
Der Mittvierziger Ewel wurde 1916 zum Kriegsdienst verpflichtet, davon allerdings bereits 1917 wieder befreit, nachdem er einen Lehrauftrag an der Staatlichen Kunst- und Gewerkschule Königsberg erhielt. Die Professur behielt er bis zu seiner vorzeitigen Pensionierung 1933. Seine monumentalen Arbeiten waren unter anderem Glasmalereien für die Fortbildungsschule, Wandbilder in der Aula des Löbenichtschen Realgymnasiums und im Hufenlyzeum. Er fertigte bedeutende Porträts und etwa 40 stimmungsvolle Aquarelle von Zimmern ostpreußischer Adelssitze, Kirchenräumen und der Wallenrodtschen Bibliothek. Sein letztes Werk in der Königsberger Zeit war die Ausschmückung der evangelischen Kirche in Frauenburg.
Nach seiner Pensionierung ging er 1934 wieder nach Dresden, wo er eine Reihe von Aquarelldokumentationen anfertigte. Ein Aquarell des Grünen Gewölbes war nach dem Krieg der einzige Beleg zur historischen Farbigkeit der Raumarchitektur des Juwelenzimmers. Infolge der Zerstörung Königsbergs sowie der Luftangriffe auf Dresden ging der größte Teil seines Werks verloren. Nach dem Krieg sorgte er mit Fotoarbeiten für Russen und Polen sowie einigen Kreide- und Pastellporträts für den Unterhalt der Familie. Außerdem entstand ein unvollendeter Zyklus von Federzeichnungen zur Flucht aus Ostpreußen. Das Gemälde „Jason und Medea“ konnte er ebenfalls nicht mehr vollenden.
Otto Ewel starb am 5. November 1954 im Dresdner Stadtteil Pillnitz. Er wurde auf dem Hosterwitzer Friedhof beerdigt. Ewel war seit dem 29. April 1906 mit Mathilde Benesch verheiratet. Sie hatten vier kunstsinnige Töchter, von denen die jüngste, Maria Ewel (1915–1988), nach dem Krieg in Bremen als Restauratorin und Bildhauerin tätig wurde.

## Schriften
- mit Fritz Loescher (Hg.): Deutscher Camera-Almanach. Ein Jahrbuch für die Photographie unserer Zeit. 1909, 1911
- Fritz Loescher: Die Bildnis-Photographie, ein Wegweiser für Fachmänner und Liebhaber. 3. erw. Auflage, bearbeitet von Otto Ewel. Berlin 1910.
- Denkschrift zur staatlichen Kunstpflege, Ewel an die Staatsregierung des Freistaats Preußen, 28. August 1925